# Javier Valcarce García
Javier Valcarce García (Mugardos, c. 1886 - Madrid, 23 de agosto de 1918) fue un escritor español. 

## Trayectoria
Hijo de Javier Valcarce Ocampo. Colaboró en varios periódicos y revistas. Su cuento "Romanace" fue premiado en el concurso de El Liberal de 1908. Publicó Romances prosaicos y Poemas de la prosa, además de varias obras de teatro como Los nidos de antaño y Yermo.